# العلاقات الباربادوسية المصرية
العلاقات الباربادوسية المصرية هي العلاقات الثنائية التي تجمع بين باربادوس ومصر.

## مقارنة بين البلدين
هذه مقارنة عامة ومرجعية للدولتين:
| وجه المقارنة                                              | باربادوس       | مصر           |
| --------------------------------------------------------- | -------------- | ------------- |
| المساحة (كم2)                                             | 439            | 1.01 مليون    |
| عدد السكان (نسمة)                                         | 285.72 ألف     | 94.80 مليون   |
| الكثافة السكانية (ن./كم²)                                 | 65.08 ألف      | 93.86         |
| العاصمة                                                   | بريدج تاون     | القاهرة       |
| اللغة الرسمية                                             | لغة إنجليزية   | اللغة العربية |
| العملة                                                    | دولار بربادوسي | جنيه مصري     |
| الناتج المحلي الإجمالي (بليون دولار)                      | 4.80 مليار     | 235.37 مليار  |
| الناتج المحلي الإجمالي (تعادل القوة الشرائية) بليون دولار | 4.66 مليار     | 998.67 مليار  |
| الناتج المحلي الإجمالي الاسمي للفرد دولار أمريكي          | 15.43 ألف      | 3.61 ألف      |
| الناتج المحلي الإجمالي للفرد دولار أمريكي                 | 16.06 ألف      |               |
| مؤشر التنمية البشرية                                      | 0.795          | 0.690         |
| رمز المكالمات الدولي                                      | +1246          | +20           |
| رمز الإنترنت                                              | .bb            | .eg، .مصر     |
| المنطقة الزمنية                                           | 00             | ت ع م+02:00   |

## منظمات دولية مشتركة
يشترك البلدان في عضوية مجموعة من المنظمات الدولية، منها:
| علم المنظمة | اسم المنظمة                               | تاريخ انضمام باربادوس | تاريخ انضمام مصر |
| ----------- | ----------------------------------------- | --------------------- | ---------------- |
|             | مؤسسة التنمية الدولية                     | 29 سبتمبر 1999        | 26 أكتوبر 1960   |
|             | يونسكو                                    | 24 أكتوبر 1968        | 22 يناير 1947    |
|             | وكالة ضمان الاستثمار متعدد الأطراف        | 12 أبريل 1988         | 12 أبريل 1988    |
|             | الأمم المتحدة                             | 9 ديسمبر 1966         | 24 أكتوبر 1945   |
|             | الاتحاد البريدي العالمي                   | ?                     | ?                |
|             | البنك الدولي للإنشاء والتعمير             | 12 سبتمبر 1974        | 27 ديسمبر 1945   |
|             | الاتحاد الدولي للاتصالات                  | 16 أغسطس 1967         | 9 ديسمبر 1876    |
|             | مؤسسة التمويل الدولية                     | 25 يونيو 1980         | 20 يوليو 1956    |
|             | المركز الدولي لتسوية المنازعات الاستشارية | 1 ديسمبر 1983         | 2 يونيو 1972     |
|             | منظمة التجارة العالمية                    | ?                     | 30 يونيو 1995    |
|             | منظمة الشرطة الجنائية الدولية             | ?                     | 7 سبتمبر 1923    |

## وصلات خارجية
- موقع وزارة الخارجية الباربادوسية
- موقع وزارة الخارجية المصرية